# Louis Forton

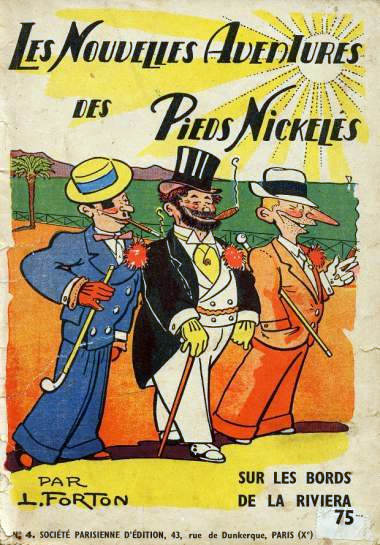
Pieds Nickeles 3.

Louis Forton, tidig fransk serieskapare och fransk pionjär med att använda sig av pratbubblor i serien "La Bande des Pieds Nickelés" 1908.

## Fotnoter
1. ↑  läs online, gw.geneanet.org .[källa från Wikidata]
2. ↑  Benezit Dictionary of Artists, Oxford University Press, 2006 och 2011, ISBN 978-0-19-977378-7, Benezit-ID: B00066401, läst: 9 oktober 2017.[källa från Wikidata]
3. 1 2  Lambiek Comiclopedia, Lambiek, 1 november 1999, Lambiek Comiclopedia artist-ID: f/forton_louis, läst: 9 oktober 2017.[källa från Wikidata]
4. 1 2  GeneaStar, GeneaStar person-ID: fortonlouis.[källa från Wikidata]
5. ↑  Jean-Pierre Delarge, Le Delarge, Gründ och Jean-Pierre Delarge, 2001, ISBN 978-2-7000-3055-6, Delarge-ID: 7395_artiste_FORTON_Louis_.[källa från Wikidata]